# 789 Lena
Lena (asteroide 789) é um asteroide da cintura principal, a 2,2894202 UA. Possui uma excentricidade de 0,1475536 e um período orbital de 1 607,63 dias (4,4 anos).
Lena tem uma velocidade orbital média de 18,17454384 km/s e uma inclinação de 10,80506º.
Este asteroide foi descoberto em 24 de Junho de 1914 por Grigory Neujmin.